# 微軟娛樂包
微軟娛樂包（英語：Microsoft Entertainment Pack），或譯爲「微软娱乐套件」、「微軟娛樂組合」，「微軟娛樂合集」；又名「Windows娛樂包」或「Windows娛樂合集」（簡稱WEP），是一套為Microsoft Windows設計的16位元休閑電腦游戲組合。它在1990~1992年間共發行了四套。1995年，微軟從這四套游戲組合挑選出部分游戲重新打包，發行了名爲「微軟最佳娛樂包」（The Best of Microsoft Entertainment Pack）的精選版本，又在2001年發行了後者的Game Boy Color版。
微軟將這套游戲組合（下文簡稱「娛樂包」）包裝為辦公電腦上的休閑娛樂。在其廣告中使用了類似「茶歇時光將不再無聊」（No more boring coffee breaks）以及「你將離不開辦公室了」（You'll never get out of the office）諸如此類的宣傳語對其進行宣傳。其市場反響極爲成功；《電腦遊戲世界》在1992年將其評價為「游戲小樹林中的大猩猩（the Gorillas of the Gaming Lite Jungle，意指其非常突出。）」，而它總共賣出了超過50萬份。
來自1990年的「娛樂包1」裏的《踩地雷》後來被捆綁至Windows 3.1中。《新接龍》則搭載於Windows 95之中。《Winchess》以及《Taipei》，兩個由大衛·諾里斯（David Norris）編寫的游戲 ，其重製版被植入Windows Vista，分別取名《Chess Titans》和《Mahjong Titans》。《Mahjong Titans》后更名為《Microsoft Mahjong》加入了《微軟紙牌合集》。《微軟紙牌合集》同樣包含重製版的《Tut's Tomb》（取名《金字塔接龍》）以及《遠古接龍》（Tripeaks）。

## 游戲列表

### 微軟娛樂包1
這一版本的娛樂包的本名為《微軟Windows娛樂包》(Microsoft Entertanment Pack for Windows)。
- Cruel
- Golf
- Minesweeper，由大衛·巴魯（David Bauer）編寫。
- Pegged（一款獨立鑽石棋游戲），由麥克·佈雷諾克（Mike Blaylock）編寫。
- Taipei（后更名爲《Mahjong Titans》以及《Microsoft Mahjong》）
- Tetris（微軟市場部通過與當時版權持有者蘇聯全联盟电子设备联合会（ELORG）談判取得Windows版Tetris（俄羅斯方塊）的發行權後，包裝上貼出了「Now includes Tetris for Windows!」（現已加入Windows版俄羅斯方塊！）字樣的貼紙。）[12]
- TicTactics（一個改編自井字棋的游戲，將原本井字棋的維度從二維（平面）提高到了三維（立體空間）。）
- IdleWild（一個螢幕保護裝置執行器），由布拉德·克里斯汀（Brad Christian）編寫。

### 微軟娛樂包2
- FreeCell
- Jigsawed（一款拼圖游戲，支持最小32×32（最大尺寸為熒幕的解析度）[13]畫素的BMP圖片[4]。）
- Pipe Dream（原著：盧卡斯藝術），由埃里克·蓋瑟（Eric Geyser）編寫。
- Rattler Race（一款基於貪食蛇的改編游戲。）
- Rodent's Revenge
- Stones，由麥可·C·米勒（Michael C. Miller）編寫。
- Tut's Tomb
- IdleWild（「娛樂包1」裏同款的螢幕保護裝置執行器，在「娛樂包1」的基礎上新增了8個螢幕保護裝置。）

### 微軟娛樂包3
- Fuji Golf（一款高爾夫球游戲）
- Klotski
- Life Genesis（基於康威生命游戲改編，但支持雙人模式。[14][4]）
- SkiFree，由克里斯·皮里（Chris Pirih）編寫。
- TetraVex，（基於王氏磚改編）。
- TriPeaks
- WordZap（一款拼字游戲）
- IdleWild（「娛樂包1」裏同款的螢幕保護裝置執行器，在「娛樂包1」和「娛樂包2」的基礎上新增了8個螢幕保護裝置。）

### 微軟娛樂包4
- Chess，一款國際象棋游戲，後在Windows Vista以及Windows 7中以《Chess Titans》之名重製。
- Chip's Challenge，原著：查克·薩默維爾（Chuck Sommerville）。
- Dr. Black Jack，由麥克·佈雷諾克（Mike Blaylock）編寫，基於與之同名的卡牌游戲。
- Go Figure!
- Jezzball
- Maxwell's Maniac
- Tic Tac Drop，基於四子棋設計的游戲，擁有矩形，三角形，菱形樣式的棋盤，玩家可以自行設定棋盤的行數與列數（最小值為3，最大值取決於熒幕解析度），以及幾子連成一綫（可以不是4枚棋子）時勝利。

### 微軟最佳娛樂包
《微軟最佳娛樂包》涵蓋了之前4個娛樂包中的13款游戲。其Windows版發行於1995年，Game Boy Color版發行於2001年（北美版2001年6月，歐版2001年8月），由Saffire開發，北美版由Classified Games發行，歐版由Cryo Interactive發行。

| Windows - Tetris - FreeCell - Pipe Dream - Chip's Challenge - Taipei - Tut's Tomb - Rodent's Revenge - TriPeaks - Golf - SkiFree - JezzBall - Dr. Black Jack - TetraVex | Game Boy Color - Tut's Tomb - TriPeaks - FreeCell - TicTactics - Minesweeper - Life Genesis - SkiFree |

## 研發
微軟娛樂包由微軟的「Entry Business」（敲門磚）團隊設計，這個團隊的工作是增加Windows對家庭和小企業的吸引力，前微軟項目主管布魯斯·萊恩（Bruce Ryan）說微軟製作這套游戲的目的是因爲人們「注意到我們的作業系統對硬體需求較高，這意味著他們會認爲我們的系統不過是大企業的專屬產品。」該（娛樂包）項目「幾乎無預算」（"almost no budget"），並且沒有任何主要的電子游戲製造商參與，因爲他們對Windows作爲一個游戲平臺的可能性表示懷疑；由此，萊恩（在Windows上）編譯了一系列由Windows開發者在閑暇時間創作的游戲。根據新接龍開發者吉姆·霍恩（Jim Horne）的説法，這套娛樂包是沒有複製保護的，故而用戶可以把它們分享給自己的朋友，以便在玩家中推廣Windows。所有的開發者都收到了10股微軟的股份作爲他們的工作報酬。
在1990年代早期的大部分時間裏，名爲《Gamesampler》的，該娛樂包的精簡版被裝入一張3.5吋磁片中，作爲10張一套的威寶空白磁片套裝的第11張磁片免費奉送，該磁片包含的游戲有《Jezzball》，《Rodent's Revenge》，《Tetris》和《Skifree》。而一張題爲《微軟最佳娛樂包》（Best of the Microsoft Entertainment Packs）的磁片，亦被置於家樂氏的玉米片中打包出售。
四套娛樂包裏的所有的游戲皆爲16位元程式，可以在32位元的Windows上執行，但不支援64位元的Windows。微軟對所有娛樂包的支援終結於2003年1月31日。
而在2004年泄露的Windows NT 4.0以及Windows 2000的原始碼中，包含了32位的《Cruel》，《Golf》，《Pegged》，《Reversi》，《Snake》（Rattler Race），《Taipei》以及《TicTactics》。（同屬娛樂包遊戲的）《新接龍》和《踩地雷》则擁有官方32位元版本，並被捆綁在了早期的Windows NT當中。娛樂包中的其他游戲，諸如《SkiFree》， 《TriPeaks》， 以及 《WordZap》 的開發者也為他們開發的游戲製作並發佈了32位版。 某些第三方開發者亦開發出免費的 《Klotski》， 《TetraVex》， 《Rodent's Revenge》， 《Tetris》， 以及《Taipei》的仿冒軟體。

## 評價
Digital Trends網站指出，「在諸多游戲中，娛樂包裏簡單卻有趣的游戲是早期的PC游戲最初的探路者，它為後來的更多經典游戲指明了前路。」，《個人電腦世界》稱這套娛樂包是「出色的打發時間之選」。